# Edward Milner

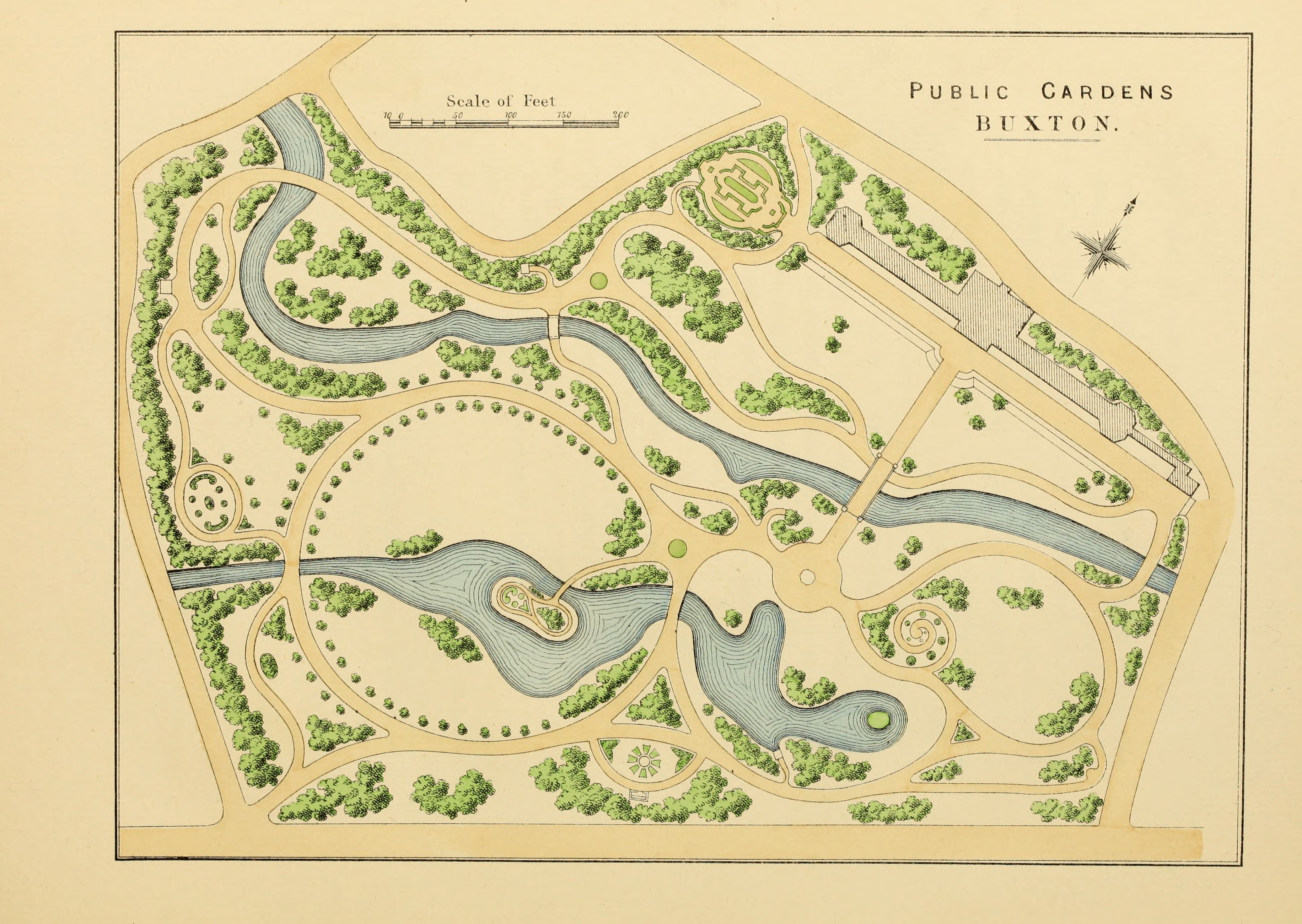
Plan für die Public Gardens Buxton

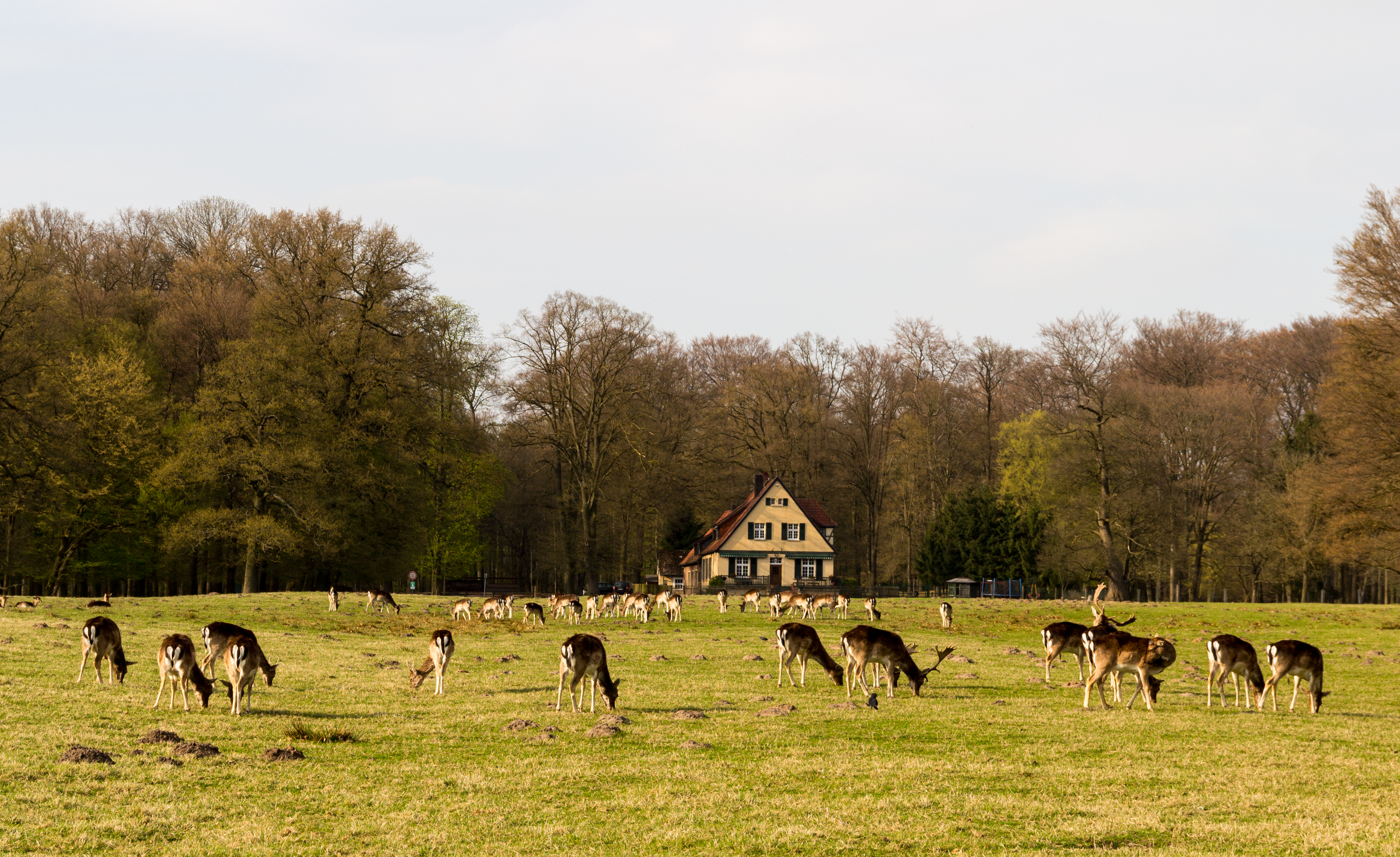
Wildpark

Edward Milner (* 20. Januar 1819 in Darley Dale, Derbyshire; † 26. März 1884 in Norwood, Surrey) war ein englischer Landschaftsarchitekt.
Er hat in Deutschland u. a. den Wildpark Dülmen und die Außenanlagen der Burg Anholt gestaltet.

## Frühes Leben und Karriere
Edward Milner wurde in Darley, Derbyshire, als ältestes Kind von Henry Milner und Mary, geb. Scales, geboren. Henry Milner war in Chatsworth bei William Cavendish, 6. Herzog von Devonshire, als Gärtner und Portier angestellt. Edward Milner besuchte die Bakewell Grammar School und ging dann beim Chefgärtner von Chatsworth, Joseph Paxton, in die Lehre. Im Jahr 1841 setzte er seine Studien in Paris am Jardin des Plantes fort und kehrte nach Hause zurück, um Paxtons Assistent zu werden. Er arbeitete mit Paxton an der Entwicklung und Verwaltung des Princes Park in Liverpool und assistierte ihm in Osmaston Manor in Derbyshire. Im Jahr 1847 legte er den Italienischen Garten in Tatton Park, Cheshire, an, der von Paxton entworfen worden war. Als Paxton 1852 den Crystal Palace in Penge Park, Sydenham, neu errichtete, wurde Milner zum Bauleiter ernannt. Er arbeitete auch für Paxton bei der Schaffung des People’s Park, Halifax für Francis Crossley.